# Heliocontia inversa
Heliocontia inversa là một loài bướm đêm trong họ Noctuidae.